# Liste der bolivianischen Botschafter in Argentinien
Die bolivianische Botschaft in Buenos Aires befindet sich in der Avenida Corrientes 545, 2°.
| Ernannt / Akkreditiert | Name                               | Bemerkungen | ernannt von                | akkreditiert bei               | Posten verlassen |
| ---------------------- | ---------------------------------- | --- | -------------------------- | ------------------------------ | ---------------- |
| 7. Juni 1879           | Antonio Quijarro Quevedo           | | Hilarión Daza              | Nicolás Avellaneda             | 1903             |
| 1920                   | Juan César Salinas Lozada          | Geschäftsträger | José Gutiérrez Guerra      | Hipólito Yrigoyen              | 1903             |
| 1920                   | Ricardo Mujía Linares              | [ 1 ] | José Gutiérrez Guerra      | Hipólito Yrigoyen              | 1903             |
| 1933                   | Julio Anibal Gutiérrez Michelín    | [ 2 ] | Daniel Salamanca Urey      | Agustín Pedro Justo            | 1934             |
| 17. Mai 1936           | Tomás Manuel Elío Bustillos        | [ 3 ] | José Luis Tejada Sorzano   | Agustín Pedro Justo            |                  |
| 1943                   | Adolfo Costa du Rels               | | Gualberto Villarroel López | Pedro Pablo Ramírez            | 1944             |
| 1947                   | Gabriel Gosálvez Tejada            | | Enrique Hertzog            | Juan Perón                     | 1950             |
| 1954                   | Armando Pinell Centellas           | (* 1918), von 1944 bis 1945 Abgeordneter, von 1952 bis 1953 Präsident der Banco Central de Bolivia, 1946 direktor der Banco Central de Bolivia von 10. September 1973 bis 26. November 1973, Finanzminister in der Regierung von Hugo Banzer | Hernán Siles Zuazo         | Juan Perón                     | 1956             |
| 24. Okt. 1969          | Justo Rodas Eguino                 | [ 5 ] | Luis Adolfo Siles Salinas  | Juan Carlos Onganía            |                  |
| 1970                   | Remberto Iriarte Paz               | | Juan Torres Gonzáles       | Roberto Marcelo Levingston     |                  |
| Okt. 1971              | Alberto Guzmán Soriano             | [ 6 ] | Hugo Banzer Suárez         | Alejandro Agustín Lanusse      | Nov. 1973        |
| 1975                   | Waldo Cerruto Calderón de la Barca | (* 1925 in La Paz; 2006) | Hugo Banzer Suárez         | Isabel Martínez de Perón       |                  |
| 21. Juli 1978          | Hugo Banzer Suárez                 | | Juan Pereda Asbún          | Jorge Rafael Videla            |                  |
| 1978                   | Agustín Saavedra Weise             | Geschäftsträger, Agustín Saavedra Weis primo de Banzer | Juan Pereda Asbún          | Jorge Rafael Videla            | 1980             |
| 1989                   | Agustín Saavedra Weise             | Embajador Extraordinario y Plenipotenciario de Bolivia en la República Argentina | Jaime Paz Zamora           | Carlos Menem                   | 1993             |
| 1997                   | Manfredo Kempff Suárez             | | Hugo Banzer Suárez         | Carlos Menem                   | 1998             |
| 2000                   | Fernando Bedoya Ballivián          | (* 4. Mai 1927 in La Paz) Sohn von Bethsabé Ballivián Salinas und Simón Bedoya Mogrovejo. Verheiratet mit Eugenia Sáenz Zalles. Kinder: Fernando, Arturo, Ignacio y Pablo BEDOYA BALLIVIAN. Senador de la República por el ADN de I-a Paz. Ha sido Director y Presidente del Banco Nacional Boliviano: Director y Presidente del Banco Industrial, durante 3 gestiones: Director del Banco Mercantil, Fue varias veces presidente de la Asociación de Bancos de Bolivia y de la Federación Latinoamericana de Bancos en una oportunidad. Es un apasionado del arte colonial y de la equitación.president of the Bolivian chamber of industry. | Hugo Banzer Suárez         | Fernando de la Rúa             | 2001             |
| 2004                   | Arturo Liebers Baldivieso          | [ 9 ] | Carlos Mesa                | Néstor Kirchner                | 17. Jan. 2006    |
| 2006                   | Alvaro Gonzáles Quint              | pflegte gute Beziehungen zu Maquila-Unternehmern. | Evo Morales                | Néstor Kirchner                | Mai 2006         |
| Mai 2006               | Roger Ortiz Mercado                | [ 10 ] | Evo Morales                | Néstor Kirchner                |                  |
| 14. Aug. 2008          | María Leonor Araujo Lemaitre       | la embajadora boliviana en Buenos Aires | Evo Morales                | Cristina Fernández de Kirchner | 14. Mai 2012     |
| 17. Feb. 2013          | Liborio Flores Enríquez            | [ 11 ] | Evo Morales                | Cristina Fernández de Kirchner |                  |